# Giv'at Kipod
Giv'at Kipod (hebrejsky: גבעת קפוד) je vrch o nadmořské výšce 252 metrů v severním Izraeli.
Leží ve východní části vysočiny Ramat Menaše, nedaleko od okraje zemědělsky využívaného Jizre'elského údolí, cca 15 kilometrů západně od města Afula a cca 1 kilometr severozápadně od vesnice Mišmar ha-Emek. Má podobu výrazného návrší se zalesněnými svahy a odlesněnou vrcholovou partií. Na jižní straně terén klesá do údolí vádí Nachal Mišmar ha-Emek, kterým vede lokální silnice 6953 a na jehož protější straně se zvedá podobná hora Giv'at Ka'at. Podobně zahloubené je i vádí Nachal Gachar, které míjí kopec na západní straně. Východní svahy se sklánějí směrem k Jizre'elskému údolí, kam vede i vádí Nachal Paga. Jde o kopec sopečného původu. Vrcholek je turisticky využíván díky kruhovému výhledu na okolní krajinu.